# Никифорів Роман Федорович
Роман Федорович Никифорів (нар. 16 червня 1946, м. Коломия, Івано-Франківська область) — український композитор, диригент, педагог та співак. Заслужений працівник культури України (1986). Член Національної спілки композиторів України (2016). З 1970 року керує народним ансамблем пісні та танцю «Смерічка», який є лауреатом багатьох фестивалів.

## Життєпис
Роман Никифорів народився 16 червня 1946 року в Коломиї на Івано-Франківщині. 1964 року закінчив школу-інтернат та музичну школу, де вчився грати на скрипці. Навчався у Львівському та Коломийському (1965—1967) музичних педучилищах, а в 1967—1972 роках — на диригентському факультеті Львівської державної консерваторії ім. М. Лисенка. Пройшов школу видатних музикантів і композиторів Євгена Козака, Анатолія Кос-Анатольського, Станіслава Людкевича, Володимира Флиса, диригентів Миколи Колесси, Євгена Вахняка та Сергія Амбарцумяна.
1970 року, коли Роман навчався на 4-му курсі консерваторії, йому запропонували очолити народний ансамбль пісні та танцю «Смерічка» у Палаці культури Моршина. Ставши художнім керівником та диригентом «Смерічки», Роман поширював фольклор Гуцульщини, Бойківщини, Буковини і Закарпаття та виконував з колективом молдавські, польські, угорські та білоруські пісні.
У 1972—1980 роках працював директором Моршинської школи мистецтв. У липні 1986 року Роману Никифоріву присвоїли звання «Заслужений працівник культури України» за значні мистецькі досягнення. З 1992 року викладає та завідує народно-оркестровим відділом Стрийської дитячої школи мистецтв. З 2000 по 2010 рік був регентом хору Української греко-католицької церкви в Моршині.
Окрім музичної творчості, Никифорів пише мемуарну літературу та видав мемуари про свого педагога, диригента та композитора Євгена Вахнянина та композитора Романа Савицького. 2008 року, після випуску збірки пісень «Троїсті музики», Роман Никифорів став Лауреатом літературно-мистецької премії Благодійного фонду ім. Віталія Романюка за великий внесок у розвиток української естрадної пісні, хорової та камерно-інструментальної музики.
Роман балотувався у Моршинську міську раду від партії Народний рух України на місцевих виборах 2015 року. 13 вересня 2016 року нагороджений відзнакою Президента України — ювілейною медаллю «25 років незалежності України». З 2016 року є членом Національної спілки композиторів України.

## Керування «Смерічкою»
На чолі з Романом Никифорівим «Смерічка» записала програми на обласному (1978, 1988) та республіканському телебаченні (1972, 1978) та отримала схвальні оцінки журі за виступи на телеконкурсах «Сонячні кларнети» та фестивалях політичної та патріотичної пісні. Ансамбль став лауреатом Всесоюзного фестивалю (диплом III ступеня, 1970), лауреатом фестивалю, присвяченому 50-річчю утворення СРСР (диплом І ступеня, 1972), лауреатом Всесоюзного фестивалю самодіяльної творчості трудящих (диплом І ступеня, 1975—1977) та лауреатом Всесоюзного огляду-конкурсу серед ансамблів оздоровниць профспілок УРСР (1978).
Під керівництвом Романа ансамбль записав низку народних пісень: «Ой чий то кінь стоїть», «В саду гуляла», «По той бік гора», «Ой сяду я край віконця», «З того кута на той кут», «Ой хотіла мене мати», «Не йдіть рано дівчата заміж», «Ой на горі сухий дуб», «Ой там у полі тополі», «Іванку, Іванку», «Посилала мене мати», «Зажурились галичанки», «Ой у лузі червона калина», «Гей, ви стрільці січовії». 1988 року, на фоні демократичних змін в Україні, колектив один з перших на Львівщині поставив на сцені Різдвяну програму.
Разом із ансамблем «Смерічка» диригент виступав в українських містах — Львові, Тернополі, Івано-Франківську, Долині, Києві, — у Бєльцах (Молдова), Мінську (Білорусь), Кракові, Ряшеві, Перемишлі, Мелеці, Ярославі (Польща), Москві, Санкт-Петербурзі (Росія).

## Творчість
Композиторська та вокально-естрадна діяльність Романа Никифоріва почалася 1992 року. Він написав понад 100 творів, серед яких вокально-хорові композиції як на власні вірші, так і на вірші українських поетів Віталія Романюка, Дмитра Луценка, Ярослава Камінецького, В. Гнеденка, А. Шовкошитного, В. Плахотнюка. Співпрацюючи із поетом Віталієм Романюком, композитор випустив три нотних альбоми: «Струни любові» (2003), «Карпатський край» (2006), «Троїсті музики» (2008).
Вагому частину творчості композитора складає духовна музика. Так, автор написав музику на окремі частини Служби Божої — «Отворіться царські ворота», Єдинородний сину, Достойно є, Отче наш, «Благословен хто йде», «Ми виділи світло істинне», — обробки церковних пісень — «До храму святого», «Чи ти був на Голгофі», «Воскресний дзвін», «Ой, хто, хто Миколая любить», — колядки «Бог Предвічний», «Нова радість», «Во Вифлеємі нині новина», «Ой дивнеє народження», «Святая ніч», а також вокальну річ на слова Віталія Романюка «Прийшла до хати коляда» і «Молитва за Вітчизну» в літературній редакції автора.
До камерно-інструментальної музики Никифоріва належать твори для дуету скрипалів «Dolche Vio …» та тріо трубачів «Романс-роздум». Крім того, митець написав фортепіанну музику для колядок «Бог Предвічний», «Бог ся рождає», «По всьому світу», які видав у авторському збірнику «Струни любові».
2014 року, до 100-річчя утворення легіону Українських січових стрільців, під орудою Романа Никифоріва у Львові виконали єдину в світі кантату про Січове Стрілецтво «Січ іде» (5 прем'єр) на вірші Віталія Романюка.
Як сольний співак виступав у Кішкунгалаші, Ніретьхазі (Угорщина), Празі (Чехія), Мюнхені, Ганновері, Дюрені, Хамельні (Німеччина), Парижі, Розе (Франція).

## Нагороди
- Заслужений працівник культури України (1986)
- Літературно-мистецька премія Благодійного фонду ім. Віталія Романюка (2008)
- Відзнака Президента України — ювілейна медаль «25 років незалежності України» (2016)

## Публікації
Збірники
- «Струни любові». — Стрий : Щедрик, 2003. — 145 с. — літературно-музичний альманах[9][5]
- «Карпатський край». — Стрий : Щедрик, 2006. — 29 с. — збірка естрадних пісень[9][5]
- «Троїсті музики». — Стрий : Щедрик, 2008. — 80 с. — збірник хорових та естрадних творів[9][5]
- «Наші колядки». — Стрий, 2009. — 20 с. — збірник колядок[9]
- «Наші веснянки» — збірник веснянок[1]
- «Співає „Смерічка“». — Дрогобич : Посвіт, 2016. — 150 прим. — хорові пісні з репертуару ансамблю «Смерічка»
- «Пісні-присвяти» — збірник хорових творів[1][5]
- «Божественна літургія». — Дрогобич : Посвіт, 2020. — 52 с. — 100 прим.
- «Ave Maria». — Дрогобич : Посвіт, 2020. — 50 прим. — для мішаного хору акапела з перекладом для скрипки з фортепіано та для соло сопрано з фортепіано
- «Пісні благовісту» — збірник української релігійної поезії в музиці для мішаного хору а капела[1]
- «За все Тобі дякую, Боже»[12]
- «Незабутні пісні Володимира Івасюка». — Дрогобич : Посвіт, 2019. — 100 прим. — збірка пісень Володимира Івасюка в перекладі для фортепіано
- «Три романси на вірші Лесі Українки». — Дрогобич : Посвіт, 2021. — 100 прим. — романси «Хотіла б я піснею стати», «Не дивися на небо весною» та «Розваж мене, Музо» на слова Лесі Українки, присвячені 150-річчю поетеси, для жіночого ансамблю або хору
- «Dolche Vio …» — збірник п'єс для дуету скрипок з фортепіано[10]
- «Забавні секвенції». — Дрогобич : Посвіт, 2019. — 100 прим. — збірник для скрипки та фортепіано

Кантати
- «Січ іде» — присвячена 100-річчю Січового Стрілецтва[13][11]
- «Повстанці» — присвячена 75-річчю утворення Української повстанської армії[13]
- «Майдан—війна» — присвячена 25-річчю Незалежності України[13]